# Margaret Chabot
Margaret Chabot, född Clark 1752 på Irland, död 1819 i New Orleans, var en amerikansk hotellägare. 
Margaret Clark (även kallad Clar, Clacque, Clercke) anges ha varit från Irland. Hon gifte sig 1783 med Claude Chabot (även Chabaud, Chabaut, Shabot) i New Orleans. Paret fick dottern Celeste 1785. Hennes make avled någon gång mellan 1791 och 1796, och sistnämnda år köpte hon en byggnad på Conti Street i New Orleans French Quarter av Louis Macarty, där hon öppnade ett värdshus eller hotell. Hennes etablissemang kom att bli framgångsrikt på sin tid och välkänt i det dåtida New Orleans. Hon erbjöd musikalisk underhållning, en trädgård för sina gäster och en stab av slavar som personal. Den brittiske resenären Francis Baily skildrar det i sin reseskildring från 1797, och forskaren William Clark stannade där på väg att delta i en expedition följande år. Margaret Chabot blev förmögen på sin verksamhet och drog sig tillbaka till en annan av sina fastigheter 1809. Hotellet hyrdes då ut av hennes dotter Celeste och blev Rising Sun Hotel, som dock brann ned 1822. 